# کشتی فورت
کشتی فورت (به انگلیسی: Fort ship) یک کشتی است که طول آن ۴۲۴ فوت ۶ اینچ (۱۲۹٫۳۹ متر) می‌باشد.